# Avrilly (Eure)
Avrilly è un ex comune francese di 429 abitanti situato nel dipartimento dell'Eure nella regione della Normandia. Il 1º gennaio 2016 è stato assorbito nel comune di nuova costituzione di Chambois, di cui oggi costituisce frazione e comune delegato.

## Società

### Evoluzione demografica
Abitanti censiti